# Peter Heinrich von Podewils
Peter Heinrich Karl Wilhelm von Podewils (* 12. Januar 1780 in Vorwerk bei Demmin; † 26. August 1838 in Demmin) war ein preußischer Verwaltungsbeamter und Generalmajor.

## Herkunft
Peter Heinrich von Podewils entstammte dem namhaften, in Pommern schlossgesessenen Adelsgeschlecht derer von Podewils. Seine Eltern waren der preußische Kapitän a. D. und Landrat des Kreises Demmin, sowie Erbherr auf Vorwerk bei Demmin, Ernst Peter von Podewils (1737–1791), und dessen Ehefrau, Eva Helene Sophie, geborene von Podewils (1747–1812) aus dem Hause Sanzkow.

## Leben
Podewils hatte Jura studiert, und zwar seit Mai 1797 an der Universität Halle und seit Oktober 1798 an der Universität Frankfurt an der Oder. Im Januar 1801 trat er in den Verwaltungsdienst ein und war bis März 1806 als Assessor bei der Regierung zu Stettin tätig. 1807 wurde er Landesdeputierter. Von April 1808 bis Mai 1810 war er Landrat, seit März 1810 außerdem Kammerherr König Friedrich Wilhelms III.
Bei der Erhebung im Frühjahr 1813 zur Abwehr der Bedrohung durch Napoleon I. bat er seinen Vorgesetzten im Verwaltungsdienst, Oberkammerherr Fürst von Wittgenstein, um Beurlaubung, weil er sich freiwillig für den Wehrdienst an der Front melden wollte. König Friedrich Wilhelm III. kam seinem Wunsch nach und entband ihn in einem Schreiben vom 16. Februar 1813 von seinen Diensten als Kammerherr. Podewils trat daraufhin im März 1813 in die Armee ein und wurde als Leutnant dem Hauptquartier des russischen Generals Alexander Iwanowitsch Tschernyschow zugeteilt.
Von 1813 bis 1815 nahm er an verschiedenen militärischen Unternehmungen teil und zwar zunächst an den Gefechten bei Lüneburg und Halberstadt (Verleihung des Eisernen Kreuzes II. Klasse), Kassel, an der Göhrde und dann an den Belagerungen von Maubeuge, Landrecies, Rocroy, Philippville. Nach der Teilnahme an den Schlachten bei Großgörschen, Großbeeren, Dennewitz, Leipzig und Ligny wurde er mit dem Eisernen Kreuz I. Klasse ausgezeichnet. Anlässlich der Schlacht bei Belle Alliance wurde er mit dem russischen Georgen-Orden IV. Klasse, dem russischen Annen-Orden II. Klasse, dem russischen Wladimir-Orden IV. Klasse und dem schwedischen Schwert-Orden III. Klasse ausgezeichnet. Im April 1815 wurde er zum Major befördert und zur Dienstleistung beim II. Armee-Korps abkommandiert. Im Oktober 1815 wurde er zur Disposition gestellt.
Im Juni 1817 wurde Podewils dem Regiment Garde du Corps zugeordnet. Im März 1828 wurde er zum Oberstleutnant befördert, und im März 1831 wurde er Oberst. Im September 1832 trat er dem Johanniter-Orden bei. Darüber hinaus war er seit 1835 Träger des Dienstauszeichnungskreuzes. Im Rang eines Generalmajors nahm er im März 1835 seinen Abschied mit einer jährlichen Pension von 1500 Talern.

## Familie
Podewils vermählte sich am 8. Mai 1807 in Berlin in der Dreifaltigkeitskirche mit Freiin Friederike Wilhelmine Henriette Julie von der Recke (* 12. Juni 1783 in Berlin; † 28. November 1827 in Berlin; beigesetzt am 1. Dezember 1827 auf dem Friedhof vor dem Hallischen Tor). Aus der Ehe gingen ein Sohn und zwei Töchter hervor:
- Rudolf (* 1809; † 27. August 1812 in Potsdam)
- Mathilde (* 1810; † 3. September 1811 in Potsdam)
- Anna (* 1812; † 1832)